# Geoffrey Hilton Bowman
Geoffrey Hilton Bowman (ur. 2 maja 1891, zm. 25 marca 1970) – angielski as myśliwski okresu I wojny światowej. Odniósł 32 zwycięstw powietrznych.
Geoffrey Hilton Bowman urodził się w Manchester jako syn George'a i Mary Bowmanów. Przed wstąpieniem do wojska ukończył studia  i był lekarzem.
Na początku I wojny światowej służył w 6 Pułku Piechoty.
Do RFC został przeniesiony w marcu 1916 roku i po przejściu kursu pilotażu został przydzielony do dywizjonu No. 29 Squadron RAF. W jednostce odniósł 2 potwierdzone zwycięstwa powietrznych. Pierwsze na samolocie Airco DH.2 zestrzeliwując samolot  LFG Roland C.II. 27 września zestrzelił niemiecki balon obserwacyjny.
W maju 1917 roku został skierowany do No. 56 Squadron RAF jako dowódca eskadry. W jednostce służył do lutego 1918 roku odnosząc 22 zwycięstwa powietrzne w tym trzy podwójne: 6 czerwca, 14 czerwca i 27 lipca 1917 roku.
2 lutego 1918 roku został przeniesiony do No. 41 Squadron RAF na stanowisko dowódcy jednostki, które pełnił do momentu jej rozwiązania w końcu 1919 roku. W jednostce odniósł kolejne 8 zwycięstw. Do końca wojny miał ich potwierdzonych 32, co stawiało go w szeregu największych asów I wojny światowej. Po zakończeniu wojny służył w wojskach interwencyjnych w Rosji.
Bowman pozostał w RAF do 1934 roku, kiedy to przeszedł na emeryturę. Następnie pracował w Royal Aircraft Establishment.